# الدابس
الدابس (به عربی: الدابس) یک روستا در سوریه است که در ناحیه مرکز جرابلس واقع شده‌است. الدابس ۸۸۰ نفر جمعیت دارد.